# Adetus nesiotes
Adetus nesiotes es una especie de escarabajo del género Adetus, familia Cerambycidae. Fue descrita científicamente por Linsley & Chemsak en 1966.
Habita en la isla del Coco, Costa Rica. Los machos y las hembras miden aproximadamente 11 mm. El período de vuelo de esta especie ocurre en el mes de marzo.